# Amblygonit
Amblygonit, mineral med den kemiska sammansättningen (Li,Na)AlPO4(F,OH). 
Amblygonit har en triklin kristallstruktur och en glasig glans. Hårdheten är 5,5–6 och den relativa densiteten 2,98–3,11. Amblygonit förväxlas lätt med albit och andra fältspatmineral.
Amblygonit förekommer geologiskt bland annat i pegmatit (granit), i tennådror vid hög temperatur och i greisen. Ablygonit förekommer tillsammans med spodumen, apatit, lepidolit, turmalin och andra litiumbärande mineral som finns i pegmatitådror. Dess densitet, klyvning och flamtest för litium är diagnostiska. 
Amblygonit innehåller omkring 10 procent litium och har haft historik betydelse som malm i främst Frankrike och Kalifornien.

## Historik
Amblygonit upptäcktes först i Sachsen av August Breithaupt 1817. Han gav mineralet dess namn efter grekiskans amblus, "trubbig" och gouia, "vinkel" på grund av vinklarna i mineralets spaltning. Amblygonit har därefter även upptäckts i Montebras i Creuse och Hebron i Maine. Eftersom dessa fyndigheter av amblygonit uppvisat mindre skillnader i optiska egenskaper och kemisk sammansättning har namn som montbrasit och hebronit introducerats. Ansenliga mängder amblygonit har hittats i Pala i Kalifornien, Caceres i Spanien och i Black Hills i South Dakota. En blå form av amblygonit-montebrasit har beskrivits från Rwanda. Den största dokumenterade enkristallen av amblygonit mätte 7,62 × 2,44 × 1,83 m och vägde cirka 102 ton.

## Gemologi
Transparent amblygonit har facettslipats och använts som en ädelsten. Som en ädelsten insatt i smycken är den känslig för brott och nötning från allmänt slitage, eftersom dess hårdhet och seghet är svag. Huvudkällorna för ädelstensmaterial är Brasilien och USA. Australien, Frankrike, Tyskland, Namibia, Norge och Spanien har också producerat amblygonit av ädelstenskvalitet.

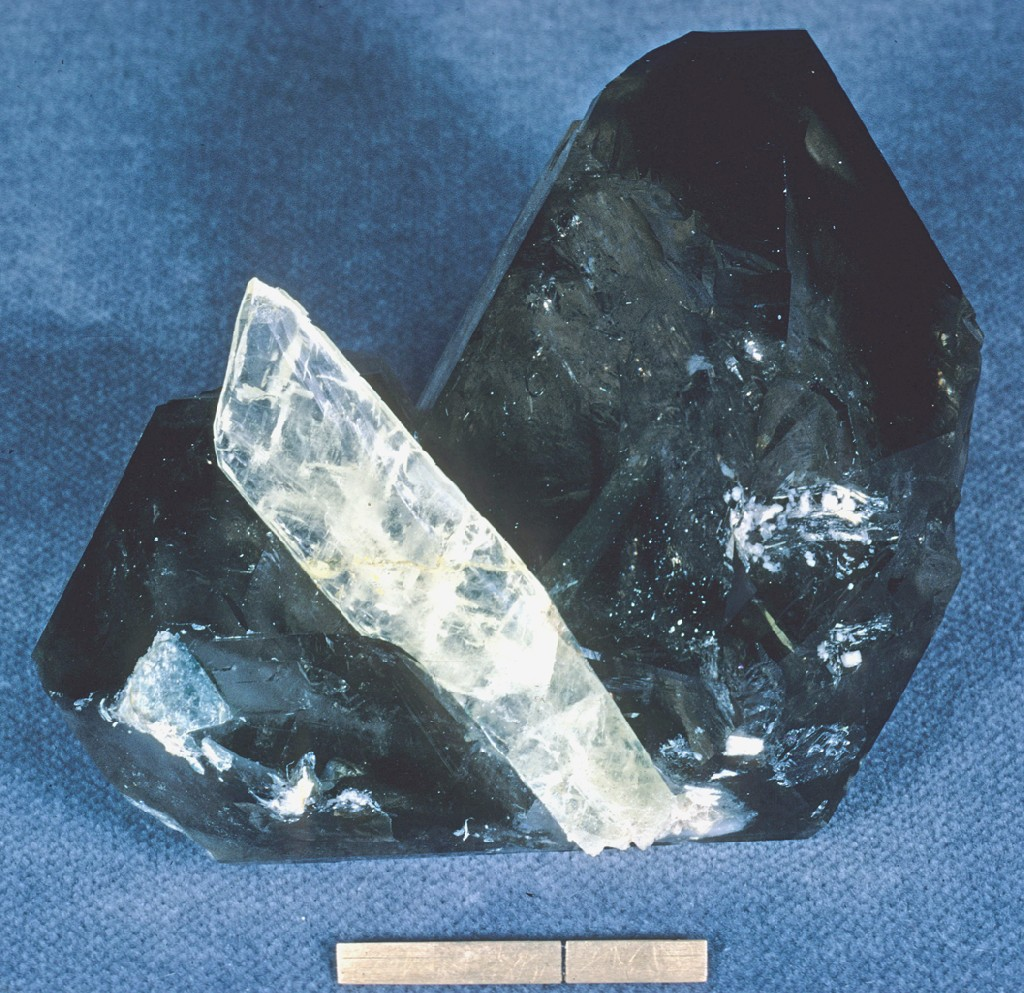
Amblygonit från Taquaral, Itinga, Minas Gerais, Brazil. Skalan i botten är en tum med en vertikal linje för en cm.